# Bothriolepis
Bothriolepis è un genere estinto di pesci, appartenente alla classe dei placodermi, vissuto nel Devoniano superiore (circa 370 milioni di anni fa), molto comune nei giacimenti fossili di tutti i continenti.

## Descrizione
Il corpo di questo antico "pesce" era diviso in due parti ben distinte, una anteriore pesantemente corazzata e una posteriore nuda, priva di rivestimenti. Lungo al massimo trenta centimetri, il botriolepide doveva assomigliare a un bizzarro incrocio tra un crostaceo e un pesce. Il botriolepide era un tipico rappresentante degli antiarchi, i placodermi più pesantemente corazzati, che frequentavano i fondali alla ricerca di particelle di cibo e avevano generalmente un corpo abbastanza piatto.

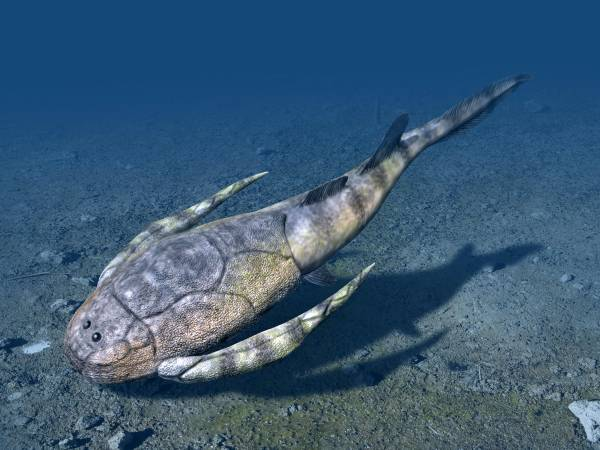
Ricostruzione di Bothriolepis canadensis

Il botriolepide, tipico delle acque dolci, possedeva uno scudo cefalico breve e articolato con quello del coro, mentre le pinne pettorali erano anch'esse formate da strutture corazzate, simili a spine mobili. Queste spine non erano utilizzate per il nuoto, ma erano connesse al tronco tramite una complessa articolazione. Un'altra articolazione intermedia doveva permetter a queste spine di piegarsi, forse per spostare il pesante corpo corazzato lungo il fondale dei fiumi e dei laghi. Un altro elemento che indica una probabile vita sul fondo è data dalla coda, diretta verso l'alto, che produceva una spinta tale da permettere uno spostamento del capo verso il basso per cercare il cibo nel fango.

## Cinquanta specie
Di questo animale sono noti moltissimi resti fossili, di varie forme e dimensioni, ascritti a una cinquantina di specie, molte delle quali ben conosciute. La più famosa di queste è Bothriolepis canadensis. Altri animali appartenenti alla stessa famiglia (Bothriolepididae) sono Monarolepis, Vietnamaspis e Grossilepis. Altri antiarchi ben conosciuti ma più primitivi sono Pterichthyodes e Asterolepis.